# موسکازون
موسکازون (به انگلیسی: Muscazone) یک ترکیب شیمیایی با شناسه پاب‌کم ۹۲۹۲۵ است. شکل ظاهری این ترکیب، بلورهای جامد است.